# Generationals
Generationals est un groupe de new wave américain, originaire de La Nouvelle-Orléans, en Louisiane. Le duo, qui comprend Ted Joyner et Grant Widmer, publie son premier album, Con Law, en juillet 2009. Un EP, Trust, suit en novembre 2010. Leur deuxième album, Actor-Caster est publié le 29 mars 2011.

## Biographie
Ted Joyner dg Grant Widmer sont cofondateurs de The Eames Era, un groupe basé à Baton Rouge dont le morceau Could Be Anything est inclus dans la bande son de la série Grey's Anatomy. Le groupe se sépare lorsque les trois membres décident de ne plus être musiciens. Les membres restants, Joyner et Widmer, forment un nouveau groupe appelé Generationals.
Generationals publie son premier album, Con Law, en juillet 2009 au label Park the Van. Joyner et Widmer ont écrit et enregistré l'album avec le manageur Dan Black. Mark Deming d'AllMusic dit des morceaux de l'album qu'ils sont « assez bien pour ne pas souffrer par rapport aux groupes vintages qu'ils affectionnent clairement, et c'est pour ça que ce premier opus en vaut la peine. » Andy Gensler du T: The New York Times Style Magazine considère l'album de « début délectable ».
When They Fight, They Fight est inclus dans la publicité 2009 pour Bloomingdales. Le morceau Faces in the Dark, est inclus dans la saison 3 de Chuck. Exterior Street Day est inclus dans une publicité pour Reese's Peanut Butter Cups à la fin de 2010. Le morceau à part Either Way est inclus dans l'intro du film Going the Distance. Le duo effectuera plusieurs tournées américaines, avec des groupes comme Broken Social Scene et Two Door Cinema Club.
Leur deuxième album, Actor-Caster, est publié en mars 2011.

## Membres
- Ted Joyner – chant, guitare
- Grant Widmer - chant, guitare

## Discographie

### Albums studio
- 2009 : Con Law
- 2011 : Actor-Caster
- 2013 : Heza
- 2014 : Alix
- 2018 : State Dogs: Singles 2017-18
- 2019 : Reader As Detective

### EP
- 2010 : Trust
- 2012 : Lucky Numbers[9]